# پسر هیچ‌کس
پسر هیچ‌کس (به انگلیسی: The Son of No One) فیلمی آمریکایی محصول ۲۰۱۱ با موضوع حادثه‌ای - جنایی، نوشته دیتو مانتیل براساس کتابی به همین نام، نوشته آقای مونتیل می‌باشد. این فیلم سومین همکاری دیتو مونتیل با چانینگ تاتوم است.

## موضوع
احتمال لوث شدن فیلم.
فیلمبرداری این فیلم در همان حوزه استحفاظی پلیس منطقه کویینز بین سال‌های ۱۹۸۶ تا ۲۰۰۲ انجام می‌گیرد. در سال ۲۰۰۲ پلیس تازه‌کار جوانی بنام جاناتان وایت (چانینگ تاتوم)، زیر نظر کاپیتان ماریون مترز (ری لیوتا) در محله کوئینز در نیویورک، جایی که بزرگ شده بود انجام وظیفه می‌کرد. برای نشان دادن خود به همسرش کری (کتی هولمز) و دختر جوان بیمارش، او به سختی کار می‌کند تا زندگی معمول خود را حفظ کنداما، یک منبع ناشناس اطلاعات جدیدی را دربارهٔ دو قتل حل نشده در ۱۶ سال پیش فاش می‌کند. در سال ۱۹۸۶، جاناتان دو مرد را به خاطر دفاع از خودش می‌کشد. دوستان او، وینی و ویکی، کمک می‌کنند تا جنازه را دور نگهدارند و دخالت خودشان را در قتل از مقامات مخفی کنند، پس از آن کارآگاه استنفورد (آل پاچینو)، که دوست پدر مرحوم جانتان بود، پرونده را بست، اما از دست داشتن جاناتان آگاه بود.
در حال حاضر، جاناتان با وینی (تریسی مورگان) که بزرگ شده برای اولین بار بعد از سال‌ها ملاقات می‌کند. تماس‌های ناشناس به خانه جاناتان آغاز می‌شود، همسرش تماس‌ها را دریافت می‌کند. این امر باعث می‌شود روابط بین جاناتان و همسرش به‌طور فزاینده‌ای دشوار شود. او با لورن بریج (ژولیت بینوش), خبرنگاری که درتلاش است برای روزنامه خود داستانی جالب از اطلاعاتی که درز کرده بنویسد در تماس است. هنگام شام، جاناتان تلاش می‌کند تا او را متقاعد کند که داستان را منتشر نکند، اما نمی‌پذیرد و بیرون می‌رود. هنگاهی که او رستوران را ترک می‌کند، به وسیلهٔ ضاربی ناشناس تعقیب و کشته می‌شود. همچنین، همسر جاناتان تماس‌های زیادی دریافت کرده‌است، و جاناتان مجبور می‌شود اعتراف کند که مسئول این قتل‌ها بوده‌است.
او صبح روز بعد از مرگ لورن اطلاع پیدا می‌کند. استنفورد جاناتان را از زمانی که بچه بود تا حالا ندیده بود. به جاناتان عکسی نشان می‌دهند، زمانی که او با لورن در رستوران بودند یعنی قبل از کشته شدنش. جاناتان به‌طور بالقوه قاتل خبرنگار قالب می‌شود، مگر اینکه با آن‌ها همکاری کند.
جاناتان به سمت خانه می‌رود اما در مسیر دور می‌زند و به سمت آپارتمان وینی می‌رود و …

## بازیگران
- چانینگ تاتوم در نقش جاناتان وایت
- تریسی مورگان در نقش وینسنت ("وینی")
- کتی هولمز در نقش کری وایت
- ری لیوتا در نقش کاپیتان ماریون مترز
- ژولیت بینوش در نقش لورن بریج
- آل پاچینو در نقش کارآگاه استنفورد
- جیزلا مارنگو

## جایزه‌ها
| جایزه                    | رده                                               | دریافت کننده  | دست‌آورد  | منبع. |
| ------------------------ | ------------------------------------------------- | ------------- | -------- | ----- |
| جایزه بهترین بازیگر جوان | بهترین عملکرد در یک فیلم بلند – رهبری بازیگر جوان | برایان گیلبرت | نامزدشده | [ ۳ ] |